# Heteragrion muryense
Heteragrion muryense – gatunek ważki z rodziny Heteragrionidae.